# 耶律余睹
耶律余睹（？—1132年），又作耶律余覩、耶律余都姑，辽朝末年将领，契丹人。
妻子的姐姐是天祚帝萧文妃，生下晋王耶律敖卢斡。保大元年（1121年），蕭奉先诬告他计划拥立晋王，他于是投靠金国。引金军入侵辽国，在金国担任监军。
曾效力於遼的金使者萧仲恭出使北宋，宋钦宗让他把其愿意为辽报仇的密信交给耶律余睹，萧仲恭告知金朝后，金朝以此为由再度侵宋，最终導致北宋灭亡。
之后耶律余睹因为不得升迁，从西京大同府投奔西夏，西夏没有收留，无处可去，被人杀害。

## 延伸阅读
[在维基数据编辑]
 《遼史/卷102》，出自脱脱《遼史》
 《金史/卷133》，出自脱脱《遼史》